# Brahmany
Brahmany (dewanagari ब्राह्मण, trl. brāhmana) – obszerne komentarze prozą do Wed, przynależące do literatury śruti. Zawierają egzegezę rytuałów śrauta (ofiary wedyjskiej) oraz tekstów sanhit niezbędnych do wykonania tego rytuału.
Każda brahmana odnosi się do określonej sanhity (wedy) w konkretnej redakcji.
W brahmanach można odnaleźć m.in. uzasadnienie różnych elementów rytuału ofiarnego oraz objaśnienie ich sensu; rozwinięcie mitów i legend w sanhitach jedynie sygnalizowanych itp. Brahmany stanowią podwaliny indyjskiej myśli spekulatywnej.
Proza brahman jest prosta, jasna, bardzo precyzyjna, ale monotonna stylistycznie (zawiera m.in. szereg długich list, nie obfituje w środki stylistyczne), często przybiera formę dialogu.